# Planned Parenthood
Die Planned Parenthood Federation of America (PPFA), kurz Planned Parenthood (dt. „Geplante Elternschaft“), ist eine US-amerikanische Non-Profit-Organisation, die in über 650 Kliniken im Land medizinische Dienste, vor allem in den Bereichen Sexualmedizin, Gynäkologie und Familienplanung anbietet. Hierzu gehören Schwangerschaftstests und Schwangerschaftsbegleitmaßnahmen, bestimmte Krebsvorsorgeuntersuchungen, Tests auf sexuell übertragbare Erkrankungen und deren Behandlung, Verhütungsmittel und Schwangerschaftsabbrüche.
PPFA ist Mitglied der International Planned Parenthood Federation, zu der in Deutschland Pro Familia gehört.

## Geschichte
PPFA geht auf die 1921 von Margaret Sanger in Brooklyn, New York City gegründete American Birth Control League zurück, die 1942 in Planned Parenthood Federation of America umbenannt wurde. In den ersten Jahrzehnten engagierte sich PPFA vor allem für die Legalisierung von Verhütungsmitteln (dieses Ziel wurde mit der Entscheidung des Obersten Gerichtshofs im Fall Griswold v. Connecticut im Jahr 1965 für Verheiratete erreicht). Ab Ende der 1950er begann PPFA damit, sich für die Aufhebung restriktiver Gesetze zu engagieren, die Schwangerschaftsabbrüche bzw. den Zugang zu solchen regulierten und Frauen immer wieder in Notlagen getrieben haben, in denen sie Selbstabtreibungen versucht oder durchgeführt haben. Hierzu gehörte die Veröffentlichung von Abortion in the United States (1958) und das Auftreten von PPFA als Amicus Curiae im Fall Roe v. Wade (1973) sowie als Klagepartei in den Fällen Planned Parenthood v. Danforth (1976) und Planned Parenthood v. Casey (1992).
Nach Margaret Sanger war der Geburtshelfer Alan Frank Guttmacher von 1962 bis 1974 Präsident der PPFA. Er gründete 1968 die Abteilung Center for Family Planning Program Development, die später nach ihm benannt und ein eigenständiges Institut wurde. Nach Guttmacher hatten das Amt der Präsidentin inne:
- Faye Wattleton (1978–1992)
- Pamela Maraldo (1993–1995)
- Gloria Feldt (1996–2005)
- Cecile Richards (2005–2018)
- Leana Wen (2018–2019)
- Alexis McGill Johnson (seit 2019).[2]

Für 2017 wurde der Organisation der Lasker~Bloomberg Public Service Award zugesprochen.

## Dienstleistungen
Rund 35 % der von PPFA angebotenen Dienstleistungen richten sich auf die Prävention ungewollter Schwangerschaften. PPFA bietet verschiedene Formen der Empfängnisverhütung an, darunter auch reversible Langzeitkontrazeptiva, Notfallverhütung und chirurgische Methoden. Die Dienstleistungen umfassen darüber hinaus Schwangerschaftstests und Schwangerschaftsvorsorge sowie Vorsorgeuntersuchungen wie Mammographie und Pap-Abstriche. Die Früherkennung und Behandlung sexuell übertragbarer Krankheiten machen rund 40 % der medizinischen Leistungen aus. PPFA ist der größte Anbieter von Sexualkundeunterricht in den Vereinigten Staaten und erreicht jährlich 1,5 Millionen Personen. 3 % der Aktivitäten von PPFA sind Schwangerschaftsabbrüche, wobei jede Ausgabe eines Schwangerschaftstests wie der ungleich aufwändigere Schwangerschaftsabbruch gezählt wird. Bei den durch Dienstleistungen erwirtschafteten Einnahmen nehmen Schwangerschaftsabbrüche einen Anteil zwischen 15 % und 37 % ein.
Im Jahr 2013 verzeichneten PPFA-Kliniken 4,6 Millionen Besuche von 2,7 Millionen Menschen. Jugendliche machen etwa 16 % der Kundschaft aus. PPFA unterhält eine Webseite, die sich speziell an Jugendliche und junge Erwachsene wendet und ermöglicht, Fragen per E-Mail und seit 2010 auch per SMS oder Instant Messaging zu stellen. Die Leistungen von PPFA werden überwiegend von einkommensarmen Menschen in Anspruch genommen. Fast vier von fünf PPFA-Patientinnen haben ein Einkommen an oder unterhalb der Armutsgrenze.

## Finanzierung
Seit der Verabschiedung von Title X (eine Erweiterung des Public Health Service Act) durch den US-Kongress und der Unterzeichnung durch US-Präsident Richard Nixon im Jahr 1970 erhält Planned Parenthood direkt Gelder von der amerikanischen Bundesregierung; diese sind für die Finanzierung von Familienplanungs-Programmen bestimmt. Von 2002 bis 2008 erhielt Planned Parenthood ca. $ 342 Millionen durch Title X. Obwohl Planned Parenthood von den Title-X-Geldern keine für die Finanzierung von Schwangerschaftsabbrüchen ausgibt (und rechtlich nicht ausgeben darf), haben konservative Republikaner wie Mike Pence, Marsha Blackburn und Diane Black (vor allem aus der christlichen Rechten bzw. Lebensrechtsbewegung) seit den 1980ern Versuche unternommen, keine Gelder aus dem Bundeshaushalt mehr für Title X zur Verfügung zu stellen, um damit indirekt Planned Parenthood Gelder zu entziehen.
Nach eigenen Angaben operierte PPFA im Fiskaljahr 2011/2012 mit einem Jahresbudget von über $ 1 Milliarde. Mehr als ein Drittel von PPFAs Budget wird durch öffentliche Gelder aus den Haushalten des Bundes, der Bundesstaaten oder von kommunaler Ebene finanziert.

## Angriffe von Abtreibungsgegnern
2015 veröffentlichten Abtreibungsgegner heimlich mitgeschnittene Gespräche mit Mitarbeitern von Planned Parenthood. Die Aktivisten gaben sich als Vertreter einer erfundenen Biotechnologiefirma aus und boten den PPFA-Mitarbeitern an, fetales Gewebe zu erwerben, was abgelehnt wurde. Nach Angabe der aufgenommenen PPFA-Mitarbeiter kann Gewebe nur auf Wunsch der Frauen zu Forschungszwecken gespendet werden. Die Abtreibungsgegner warfen Planned Parenthood vor, fetales Gewebe zu verkaufen und so genannte Teilgeburtsabtreibungen vorzunehmen, um intaktes Gewebe zu erhalten. Die Republikanische Partei kündigte einen Government Shutdown an, wenn es ihnen nicht gelinge, Zuschüsse aus Bundesmitteln an Planned Parenthood zu blockieren. Führende Republikaner behaupteten während des Vorwahlkampfs, Planned Parenthood verkaufe „Baby-Teile“. Planned Parenthood wies alle Vorwürfe zurück und sah in den Anschuldigungen eine Fortsetzung der Kampagne, die seit Jahren von Republikanern gegen PPFA geführt werde. In zwölf Bundesstaaten wurden Ermittlungen eingeleitet. Acht andere Bundesstaaten lehnten Ermittlungen aus Mangel an Beweisen ab. Im Kongress gingen drei Ausschüsse den Vorwürfen nach. Die Ermittler stellten kein Fehlverhalten bei der Entnahme und beim Umgang mit dem Gewebe in PPFA-Kliniken fest. Spätere Analysen zeigten, dass die Videoaufnahmen im Nachhinein verändert worden sind. Im Januar 2016 wurden zwei der beteiligten Abtreibungsgegner wegen Manipulation von Daten angeklagt. Während der Kontroverse um die Videoaufnahmen erhielt Planned Parenthood von Wissenschaftlern und Forschern Zuspruch, zum Beispiel von der Redaktion des New England Journal of Medicine. Obwohl die Vorwürfe gegen Planned Parenthood nicht bewiesen werden konnten, wurden seit Juni 2015 in elf Bundesstaaten öffentliche Gelder für Planned Parenthood gestrichen.
Gegen PPFA-Kliniken wurden mehrere Angriffe verübt, darunter Bombenanschläge, Brandstiftung und Vandalismus. 1994 starben bei einem bewaffneten Angriff gegen eine Klinik in Massachusetts zwei Personen, fünf andere wurden verletzt. Beim Angriff auf Planned Parenthood in Colorado Springs 2015 tötete der Täter drei Menschen und verwundete neun weitere.